# グレーター・マンチェスター統監
グレーター・マンチェスター統監（グレーター・マンチェスターとうかん、英語: Lord Lieutenant of Greater Manchester）は、イギリスの官職。統監の1つで、グレーター・マンチェスターを担当する。1972年地方行政法でイングランドおよびウェールズの地方自治体再編が行われ、同法第218(1)条によりグレーター・ロンドンおよび各都市・非都市カウンティに統監が1人ずつ任命されることとなった。同法でグレーター・マンチェスターが設立されたため、1974年の同法施行とともにグレーター・マンチェスター統監が任命された。

## 一覧
- 1974年4月1日 – 1987年：サー・ウィリアム・アルキンソン・ダウンワード[2]
- 1988年1月27日 – 2007年：ジョン・ブラッドフォード・ティミンズ（英語版）（のち騎士爵）[2][3]
- 2007年7月11日 – 2022年7月4日：サー・ウォレン・ジェームズ・スミス[3][4]
- 2022年7月4日 – ：ダイアン・ホーキンス[4]